# Ignacio González González
Jaime Ignacio González González, né le 19 octobre 1960 à Madrid, est un homme politique espagnol, membre du Parti populaire (PP).
Après avoir été nommé sous-secrétaire du ministère de l'Éducation et de la Culture en 1996, il devient, en 1999, secrétaire d'État à l'Administration publique. En 2002, il est désigné délégué du gouvernement aux Étrangers et à l'Immigration.
Lorsque Esperanza Aguirre est investie, en 2003, présidente de la communauté de Madrid, elle le choisit comme premier vice-président et porte-parole. Il prend, en 2009, la direction du département régional de la Culture.
Investi successeur d'Aguirre en 2012, il est écarté de la candidature du PP en 2015 et cède ses fonctions à Cristina Cifuentes. Il est placé en détention provisoire en 2017 dans le cadre d'une information judiciaire pour corruption dans l'affaire Lezo.

## Biographie

### Fonctionnaire municipal
Après avoir obtenu sa licence de droit à l'université autonome de Madrid, il passe avec succès, en 1984, le concours de technicien supérieur de la mairie de Madrid. Au cours des douze années qui suivent, il exerce diverses fonctions de direction, comme celle de directeur des Services culturels.

### Haut fonctionnaire de l'ère Aznar
Le 11 mai 1996, cinq jours après la formation du premier gouvernement de José María Aznar, il est nommé sous-secrétaire de l'Éducation et de la Culture en conseil des ministres, sur proposition de la ministre, Esperanza Aguirre.
À la suite du remaniement ministériel du 19 janvier 1999, il devient, quatre jours après, secrétaire d'État à l'Administration publique, sous la direction du nouveau ministre, Ángel Acebes, qui cherche ainsi à renforcer le caractère municipal du ministère des Administrations publiques. Il est maintenu dans ses fonctions par Jesús Posada, qui prend la succession d'Acebes après les élections générales du 12 mars 2000.
Toutefois, le 20 juillet 2002, à peine dix jours après un important remaniement ministériel, il devient délégué du gouvernement aux Étrangers et à l'Immigration auprès du nouveau ministre de l'Intérieur, Ángel Acebes, qui fait ainsi face aux échecs et critiques de l'ancienne direction du ministère.

### Vice-président de la communauté de Madrid
Au début de l'année 2003, Esperanza Aguirre, désormais candidate à la présidence de la communauté de Madrid, fait savoir qu'en cas de victoire, elle compte le nommer au sein de son gouvernement. Acebes accepte finalement de le laisser partir le 18 novembre et il est nommé, quatre jours plus tard, premier vice-président et porte-parole du conseil de gouvernement de la communauté de Madrid. 
Il cède le 21 décembre 2004 une partie de ses compétences à Francisco Granados, nouveau secrétaire général du PP de Madrid, mais conserve la tutelle de la direction générale des Relations avec l'Assemblée de Madrid et la présidence de la société du Canal Isabel II. Après les élections régionales du 27 mai 2007, au cours desquelles il est élu député à l'Assemblée de Madrid, il est maintenu dans ses fonctions, alors que Granados renforce ses attributions en assumant désormais le poste de conseiller à la Présidence et à l'Intérieur.
Le 25 juin 2008, Aguirre procède à un remaniement de son gouvernement, révoquant les proches de Mariano Rajoy, à la suite du XVIe congrès national du Parti populaire, particulièrement tendu, maintenant González comme seul vice-président de la communauté de Madrid. 

### Espionnage en interne
Au début de l'année 2009, le quotidien El País révèle des dossiers photos, qui prouvent que González a été suivi, photographié, espionné, lors de ses voyages, privés ou professionnels, effectués à partir de mai 2008. Il porte plainte dès le lendemain, tandis que le journal révèle l'existence d'une forme de « service secret » au sein du département de la Présidence, de la Justice et de l'Intérieur, dirigé par Francisco Granados, qui reçoit cependant le soutien d'Esperanza Aguirre. Peu après, la presse met au jour la volonté, non aboutie, du vice-président de la communauté de mettre sur pied un service de renseignement afin de lutter contre l'espionnage interne des hauts responsables de la Région, tandis que Mariano Rajoy, contre la volonté des dirigeants régionaux du PP, confie à María Dolores de Cospedal et Ana Mato, une commission d'enquête interne au parti à ce sujet. 
Alors qu'un juge d'instruction ouvre une enquête le 4 février, celle du PP est rapidement suspendue et le groupe parlementaire conservateur à l'Assemblée de Madrid met fin aux travaux d'une commission d'enquête parlementaire, à peine une semaine après sa création.

### Bras droit d'Esperanza Aguirre
À l'occasion d'un nouveau remaniement, organisé en avril 2009, il devient conseiller à la Culture et aux Sports, tout en conservant ses autres attributions, mais sans obtenir les fonctions liées au tourisme. Six mois plus tard, Aguirre tente de le faire élire président de Caja Madrid, contre l'avis de Rajoy, qui réussit à imposer son propre candidat, Rodrigo Rato.
Le 15 juin 2011, trois semaines après les élections régionales de nouveau remportées par le PP, il est reconduit dans l'ensemble de ses fonctions, tandis que Francisco Granados quitte le gouvernement au profit de Regina Plañiol, très proche de González, Antonio Beteta passe du département des Finances à celui des Transports après le malaise exprimé par le vice-président au sujet de la politique de rigueur budgétaire, et Salvador Victoria, secrétaire général du conseil de gouvernement, lui aussi très proche du bras droit d'Aguirre, devient conseiller aux Affaires sociales et à l'Immigration. 
Seulement trois jours après les élections générales anticipées du 20 novembre 2011, Granados est destitué de ses fonctions de secrétaire général du Parti populaire de la communauté de Madrid par Esperanza Aguirre, qui le remplace par Ignacio González.

### Président de la communauté de Madrid
Le 17 septembre 2012, Aguirre annonce, par surprise, sa démission de la direction du gouvernement de la communauté de Madrid, après plus de huit ans et demi de mandat, ainsi que son retrait immédiat de la vie politique, ce qui fait, automatiquement, de son vice-président son successeur par intérim. Ignacio González affirme immédiatement sa volonté de prendre la pleine succession comme président de la communauté de Madrid, malgré les réserves de la direction nationale concernant la présidence du PP régional. 
Au bout de deux jours, Cospedal confirme le soutien du parti au vice-président de la Région, sans pour autant résoudre la question de la présidence de la fédération, tandis que la maire de Madrid, Ana Botella, refuse de diriger le parti mais sans apporter son soutien au président par intérim, qu'elle appuie cependant pour prendre la tête du gouvernement régional. Le 26 septembre, après deux jours de débat, il reçoit l'investiture de l'Assemblée de Madrid, par 72 voix contre 53, quatre députés étant absents, seul le Parti populaire votant en sa faveur.

### Après le pouvoir
Le président du Parti populaire Mariano Rajoy décide le 6 mars 2015 d'investir la déléguée du gouvernement Cristina Cifuentes comme cheffe de file aux élections régionales du 24 mai 2015 et en lieu et place d'Ignacio González. S'il avait initialement prévu de désigner González, Rajoy s'est finalement ravisé après l'apparition de plusieurs controverses le concernant, selon El País. Elle lui succède à la présidence de la communauté autonome trois mois et demi plus tard.
Il est cité dans l'affaire des Panama Papers en avril 2016.
Le 19 avril 2017, il est arrêté pour détournement de fonds dans le cadre de l'enquête de l'affaire Lezo tournant autour de l'entreprise publique Canal de Isabel II. Le juge ordonne sa mise en détention provisoire deux jours plus tard, il entre alors à la prison de Soto del Real. Il est libéré le 8 novembre après que sa famille a réuni les 400 000 € nécessaires au paiement de la caution. Il demande le 17 septembre 2018 à pouvoir réintégrer les services administratifs de la municipalité de Madrid, dont il est fonctionnaire. La mairie de la capitale émet un avis favorable un mois plus tard.